# Talyn
En el universo ficticio de Farscape, Talyn es una nave de combate pacificadora/leviatán híbrida, una nave viva hija de la Leviatán Moya.
La bautizó Aeryn Sun tomando el nombre de su padre.
La leviatán Moya fue sujeto de un experimento de hibridación por los pacificadores mientras estaba en cautividad. Un estimulante/conceptivo sintético fue insertado en ella por un experto en leviatanes llamado Velorek, el cual era el jefe del experimento. El implante fue accidentalmente liberado por Ka D'Argo seis meses después de su huida, provocando la concepción de un feto. Aproximadamente seis meses después, Moya dio a luz una cría de leviatán, aunque la cría no era nada normal. Al contrario que los leviatanes típicos, que no poseen armas de ningún tipo, la cría estaba cubierta de armas. Durante el parto, el armamento externo de Talyn lo dejó encallado en el canal natal, por lo que tuvo que salir con un disparo de baja intensidad para liberarse.
Poco después de su nacimiento tiene algunos desacuerdos con su madre y se niega a hablar con ella. Moya siente que un pacificador debería hablar con él, por lo que Aeryn lo aborda y tiene éxito convenciendo al joven leviatán para que escuche a su madre. Moya le pide a Aeryn que ponga nombre a su retoño y esta le llama como a su padre, Talyn.
A veces, Talyn puede ser emocionalmente inestable, llegando a atacar deliberadamente a Moya. También es propenso al pánico. No está claro si esto es el resultado de su infancia violenta o de un error en su genoma, siendo quizás el resultado de intentar crear una nave de combate partiendo de una especie esencialmente no agresiva.
- Datos: Q11704213